# العلاقات التوفالية الرومانية
العلاقات التوفالية الرومانية هي العلاقات الثنائية التي تجمع بين توفالو و‌رومانيا.

## مقارنة بين البلدين
هذه مقارنة عامة ومرجعية للدولتين:
| وجه المقارنة                                              | توفالو                         | رومانيا                                                                               |
| --------------------------------------------------------- | ------------------------------ | ------------------------------------------------------------------------------------- |
| المساحة (كم2)                                             | 26                             | 238.40 ألف                                                                            |
| عدد السكان (نسمة)                                         | 11.19 ألف                      | 19.59 مليون                                                                           |
| الكثافة السكانية (ن./كم²)                                 | 43.04 ألف                      | 82.17                                                                                 |
| العاصمة                                                   | فونافوتي                       | بوخارست                                                                               |
| اللغة الرسمية                                             | اللغة التوفالوية، لغة إنجليزية | اللغة الرومانية                                                                       |
| العملة                                                    | دولار توفالو                   | ليو روماني                                                                            |
| الناتج المحلي الإجمالي (بليون دولار)                      | 39.73 مليون                    | 211.80 مليار                                                                          |
| الناتج المحلي الإجمالي (تعادل القوة الشرائية) بليون دولار | 38.93 مليون                    | 465.56 مليار                                                                          |
| الناتج المحلي الإجمالي الاسمي للفرد دولار أمريكي          | 3.29 ألف                       | 9.47 ألف                                                                              |
| الناتج المحلي الإجمالي للفرد دولار أمريكي                 | 3.77 ألف                       | 23.63 ألف                                                                             |
| مؤشر التنمية البشرية                                      |                                | 0.793                                                                                 |
| رمز المكالمات الدولي                                      | +688                           | +40                                                                                   |
| رمز الإنترنت                                              | .tv                            | .ro                                                                                   |
| المنطقة الزمنية                                           | ت ع م+12:00                    | ت ع م+02:00، ت ع م+03:00، أوروبا/بوخارست ‏، توقيت شرق أوروبا، توقيت شرق أوروبا الصيفي ‏ |

## منظمات دولية مشتركة
يشترك البلدان في عضوية مجموعة من المنظمات الدولية، منها:
| علم المنظمة | اسم المنظمة                   | تاريخ انضمام توفالو | تاريخ انضمام رومانيا |
| ----------- | ----------------------------- | ------------------- | -------------------- |
|             | مؤسسة التنمية الدولية         | 24 يونيو 2010       | 12 أبريل 2014        |
|             | البنك الدولي للإنشاء والتعمير | 24 يونيو 2010       | 15 ديسمبر 1972       |
|             | الاتحاد البريدي العالمي       | ?                   | ?                    |
|             | يونسكو                        | 21 أكتوبر 1991      | 27 يوليو 1956        |
|             | منظمة حظر الأسلحة الكيميائية  | ?                   | ?                    |
|             | الأمم المتحدة                 | 5 سبتمبر 2000       | 14 ديسمبر 1955       |
|             | الاتحاد الدولي للاتصالات      | 15 أغسطس 1996       | 9 فبراير 1866        |

## وصلات خارجية
- موقع وزارة الخارجية الرومانية